# Peter August Wanngård
Peter August Andersson, senare Wanngård, född 1861, död 1943, var en svensk tonsättare och översättare av sångtexter. Andersson var 1885-1905 officer i Frälsningsarmén, därefter var han officer i Svenska Frälsningsarmén, först i Dala-Järna och sedan i Stockholm. Från och med hösten 1910 var han anställd i Stockholms Stadsmission.
Hans verk finns representerade i Hjärtesånger 1895, Svenska Frälsningsarméns sångbok 1922 (SFA), Psalmer och Sånger 1987 och Frälsningsarméns sångbok 1990 (FA). Hans original och översättningar blev fria från upphovsrätt 2014.

## Sånger
- Den store läkaren är här ( ? översatt, SFA nr 175) Finns på Wikisource.
- Det finns en port, som öppen står (? översatt, SFA nr 241) Finns på Wikisource.
- Det finns en stund av ljuvlig ro (översatt från eng. SFA nr 62)
- Det finns rum vid Jesu hjärta (SFA nr 236)
- Du gav ditt liv för mig [översatt, SFA nr 295)
- En blick på den korsfäste livet dig ger (? översatt, SFA 179) Finns på Wikisource.
- Fröjd, fröjd, fröjd! (översatt från eng. SFA nr 355)
- Följ med mig fram till korset (översatt, SFA nr 37)
- Gud dig följe, tills vi möts igen (översatt, SFA nr 514)
- Gud oss hjälper att modigt strida (översatt, FA nr 616/SFA nr 127)
- Guds misshag över mig har flytt (översatt, SFA nr 242)
- Guds stora, rika kärleksflod (översatt, SFA nr 296)
- Gå fram! Jesus med oss går (översatt, FA nr 827)
- Har ditt ankar fäste i stormens tid (översatt från eng. SFA 275)
- Hur ljuvligt klingar Jesu namn (? översatt från eng. SFA nr 396) Finns på Wikisource.
- Härlig är den källan av blod (översatt, SFA nr 297)
- Högt vill jag lova dig (SFA nr 374)
- I Guds frälsningshär vi kämpar som soldater (översatt, FA nr 619)
- I heligt krig vi dragit ut (översatt från eng. SFA nr 122)
- Jag har lämnat allt för Jesus (? översatt från eng. SFA nr 353)
- Jag har läst om män av tro (översatt, SFA nr 129)
- Jag funnit pärlan, underbar (översatt, SFA nr 352)
- Jesus led mig varje dag (översatt, SFA nr 61)
- Jesus mottar syndaren som är sjuk av syndasår (översatt, SFA nr 187)
- Kristen, vakna! (översatt, SFA nr 130)
- Lyss, lyss, min själ (översatt, SFA nr 227)
- Låtom oss samfält sjunga ut (översatt från eng. SFA nr 6)
- Marsch framåt, så är vår hälsning (översatt, FA nr 629)
- Marsch framåt, är Jesu hälsning (SFA nr 103)
- Min själ långt borta gick från Gud (översatt, SFA nr 189)
- Mitt hjärta sjunger (översatt, SFA nr 360)
- Mot mitt hem jag reser glad och nöjd (översatt, SFA nr 513)
- Nu natten svunnit, dagen grytt (översatt, FA nr 581)
- Nära korset håll mig, Gud (översatt, SFA nr 289)
- Närmare, Gud, till dig (? översatt, SFA nr 290) Finns på Wikisource.
- O, du Guds lamm, som världens synder burit (Översatt, SFA nr 291)
- O, låt mig svinga upp i tron till himlens fröjd (översatt, SFA nr 395)
- Pris ske Gud, nu jubla vi (översatt, SFA nr 126)
- Ring i himlens klockor (? översatt från eng. SFA nr 221) Finns på Wikisource.
- Salig är den man (SFA nr 373)
- Sen, kamrater, hur baneret fladdrande framgår (översatt, SFA nr 104)
- Själ, i stormens brus (? översatt, FA nr 366/SFA nr 192)
- Snart skall kröningsdagens morgon skönt upprinna (översatt, SFA nr 132)
- Stå upp, stå upp för Jesus (? översatt, SFA nr 107) Finns på Wikisource.
- Syndare, du har ej glädje (översatt SFA nr 194)
- Ut till strid! Hör, ropet skallar! (översatt, FA nr 658/SFA nr 110)
- Vi bli hjältar, vi bli hjältar (översatt från eng. SFA nr 123)
- Vi marschera fram uti Herrens namn (översatt, SFA nr 131)
- Visst dödsflodens bölja är mörk och kall (översatt, SFA nr 472)
- Väckt ur min dvala (översatt, SFA nr 111)
- Åter och åter jag stod vid flodens strand (översatt, SFA nr 294)
- Är mitt liv en tröttande färd (textbearbetning, SFA nr 367)

Eventuellt har Wanngård även tonsatt:
- Sjung till Jesu ära (musik, Psalmer och sånger nr 662)